# Ignaz Unterberger
Pour les articles homonymes, voir Unterberger.

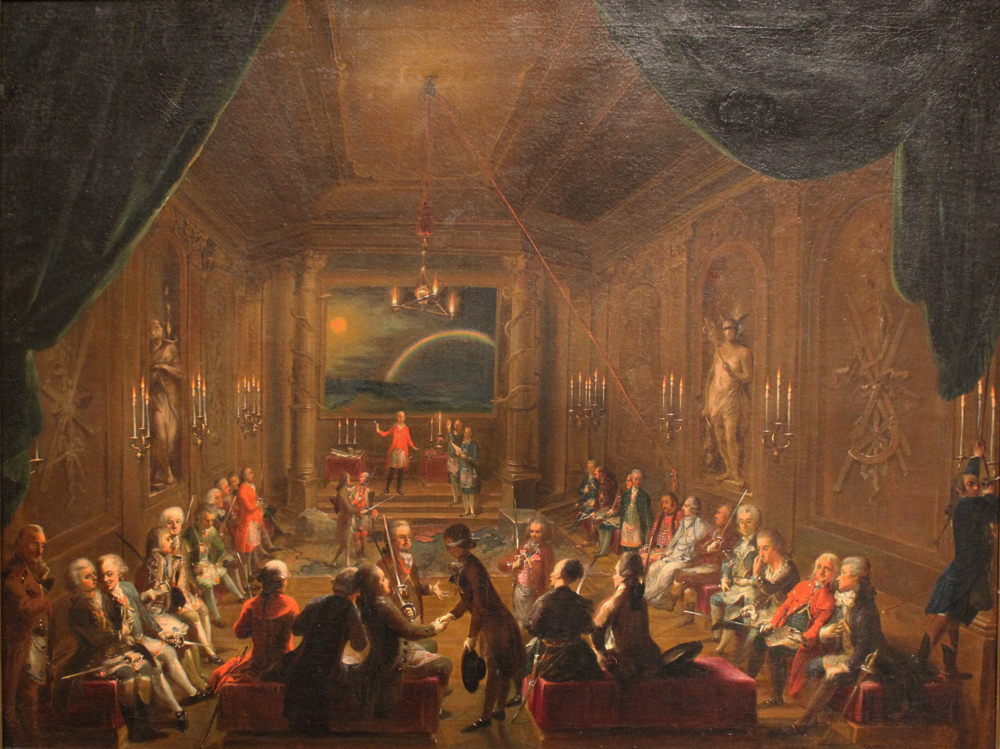
Une loge maçonnique à Vienne, en 1789, par Unterberger, peut-être avec Mozart montré tout à droite

Ignaz Unterberger est un artiste peintre et graveur italien et autrichien, qui est aussi un inventeur passionné. Il est membre d'une grande dynastie d'artistes tyroliens.

## Biographie
Unterberger est probablement né le 24 juillet 1748 à Cavalese, dans le Comté de Tyrol, aujourd'hui en Italie. Il reçoit son premier enseignement artistique de son oncle Franz Sebald Unterberger (1706-1776). Son oncle lui apprend le style du Tyrol, qui s'inscrit dans le Haut-Baroque, célèbre pour ses retables d'église, ses sculptures et ses fresques. Des artistes travaillant à Vienne et à Salzbourg se sont formés à Rome, y compris le frère aîné d'Ignaz, Christoph Unterberger (1732-1798). L'influence de ce dernier en tant que membre de l'Accademia di San Luca, permet à Ignaz d'avoir accès à un groupe pivot d'artistes italiens lorsqu'il arrive à Rome en 1769. Sa capacité à capturer le style italien est telle que l'on pensait que sa peinture Amour Maternel était celle du Corrège.
Unterberger est un artiste très compétent, avec de l'expérience dans la création de fresques, de peintures de retables, de bambochades et de marbres. L'artiste déclare qu'il ne peint que pour gagner sa vie, mais la gravure est sa véritable passion. L'œuvre gravé d'Unterberger n'est pas particulièrement connu, bien que certaines de ses estampes aient été incluses dans l'exposition et le catalogue du British Museum, Printmaking in the Age of Goethe de 1994. Il ne se consacre à l'estampe qu'à son retour de Rome pour Vienne en 1773, lorsqu'il s'applique exclusivement à la  manière noire.
Ses inventions comprennent une excavatrice pour creuser les canaux, une pédale pour la harpe, et une machine pour préparer les plaques de manière noire.
Unterberger n'a jamais été membre de l'Académie de Vienne, bien qu'il y ait exposé. Néanmoins, son travail est très apprécié et le chancelier impérial Wenzel Anton, le Prince de Kaunitz-Rietberg est l'un de ses mécènes. Son tableau Hebe (1795) fait sensation pour ses effets de lumière, et est acheté par l'Empereur François II, pour un montant élevé. Il est également nommé peintre de la cour royale et impériale. Malheureusement, il ne bénéficie de ce rôle que pendant deux ans avant que l'insuffisance cardiaque n'entraîne sa mort le 4 décembre 1797, laissant une veuve et neuf enfants.